# Phillips Petroleum
Phillips Petroleum Company — американская нефтяная компания. Основана в 1917 году. Постепенно кроме добычи начала заниматься нефтепереработкой, маркетингом и транспортировкой нефти, добычей природного газа и химической промышленностью. Именно «Филлипс Петролеум» впервые обнаружила нефть в Северном море 23 декабря 1969 года в месте, которое позже получило название «экофиск».
30 августа 2002 года Conoco Inc. объединилась с Phillips Petroleum, образовав ConocoPhillips и став третьей по величине интегрированной энергетической компанией и второй по величине нефтеперерабатывающей компанией в США. Штаб-квартира компании переехала в Хьюстон. В 2012 году ConocoPhillips разделилась на две отдельные компании. Унаследованная компания сохранила свое название и распределила среднюю и нижнюю части своего бизнеса. Новая компания, владеющая нефтеперерабатывающими, химическими и трубопроводными активами, ранее принадлежавшими ConocoPhillips, носит название Phillips 66, товарный знак и товарный знак, используемый первоначальной нефтяной компанией Phillips с 1930 по 2002 год после слияния ConocoPhillips.

## Интересные факты
В 1968-1973 председателем правления компании был Уильям У. Килер, вождь нации Чероки.